# Ithyphallique

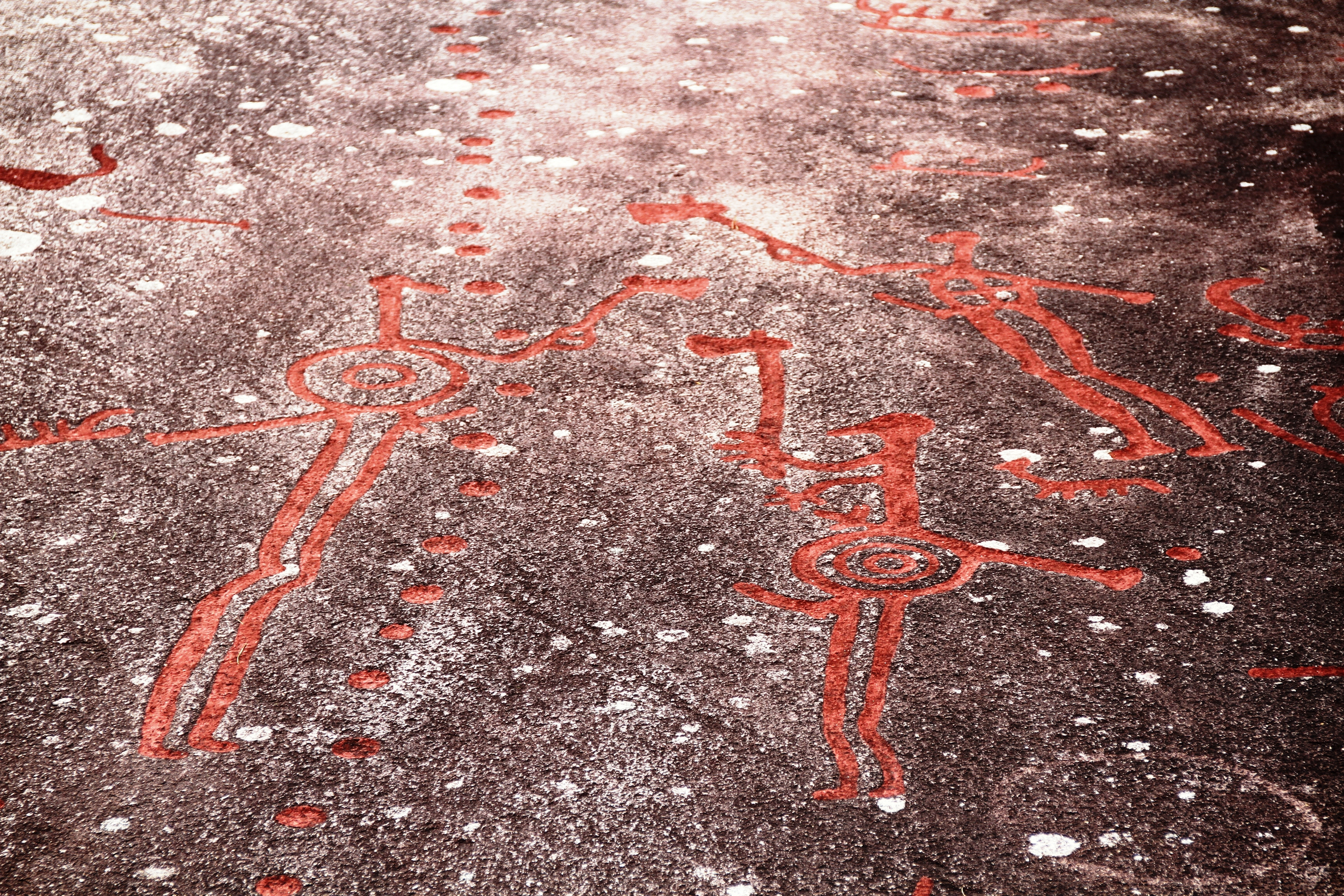
Gravure rupestre de Tanum montrant des personnages ithyphalliques : ces guerriers de l'âge du bronze scandinave, équipés de boucliers et d'épées, s'affrontent à la hache.

Ithyphallique est un adjectif qui caractérise celui qui a un phallus (pénis en érection). Ce terme s'applique surtout à des représentations, le plus souvent de façon symbolique.

## Représentations ithyphalliques
- Parmi les figurations pariétales de la grotte de Lascaux (culture du paléolithique supérieur), la scène du Puits comporte un homme au sexe érigé, entre un bison et un rhinocéros.
- Dans la mythologie égyptienne, le dieu Min est représenté ithyphallique, en tant que dispensateur du pouvoir sexuel. C'est là un signe de fertilité et de fécondité.
- Dans la mythologie grecque, c'est Priape qui est représenté de cette façon. Mais un grand nombre de monnaies archaïques montrent d’autres personnages ou animaux en érection : des satyres (à Thasos et à Lété), des ânes (à Mendé), des termes (à Amphipolis, à Corinthe, à Sestus), Silène (à Naxos), Pan (à Abdère), Hermès (à Imbros), Phalantos (à Tarente), et même Zeus (à Corinthe). Les colonnes ou piliers hermaïques (du dieu Hermès, protecteur des voyageurs), installées à la croisée des chemins, étaient fréquemment ithyphalles, pour les mêmes raisons de protection. À Délos, le temple de Dionysos, un stibadeïon, était entouré de colonnes ithyphalliques, mutilées depuis, dont seules les bases ont survécu.

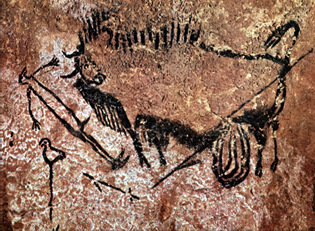
La scène du Puits dans la grotte de Lascaux
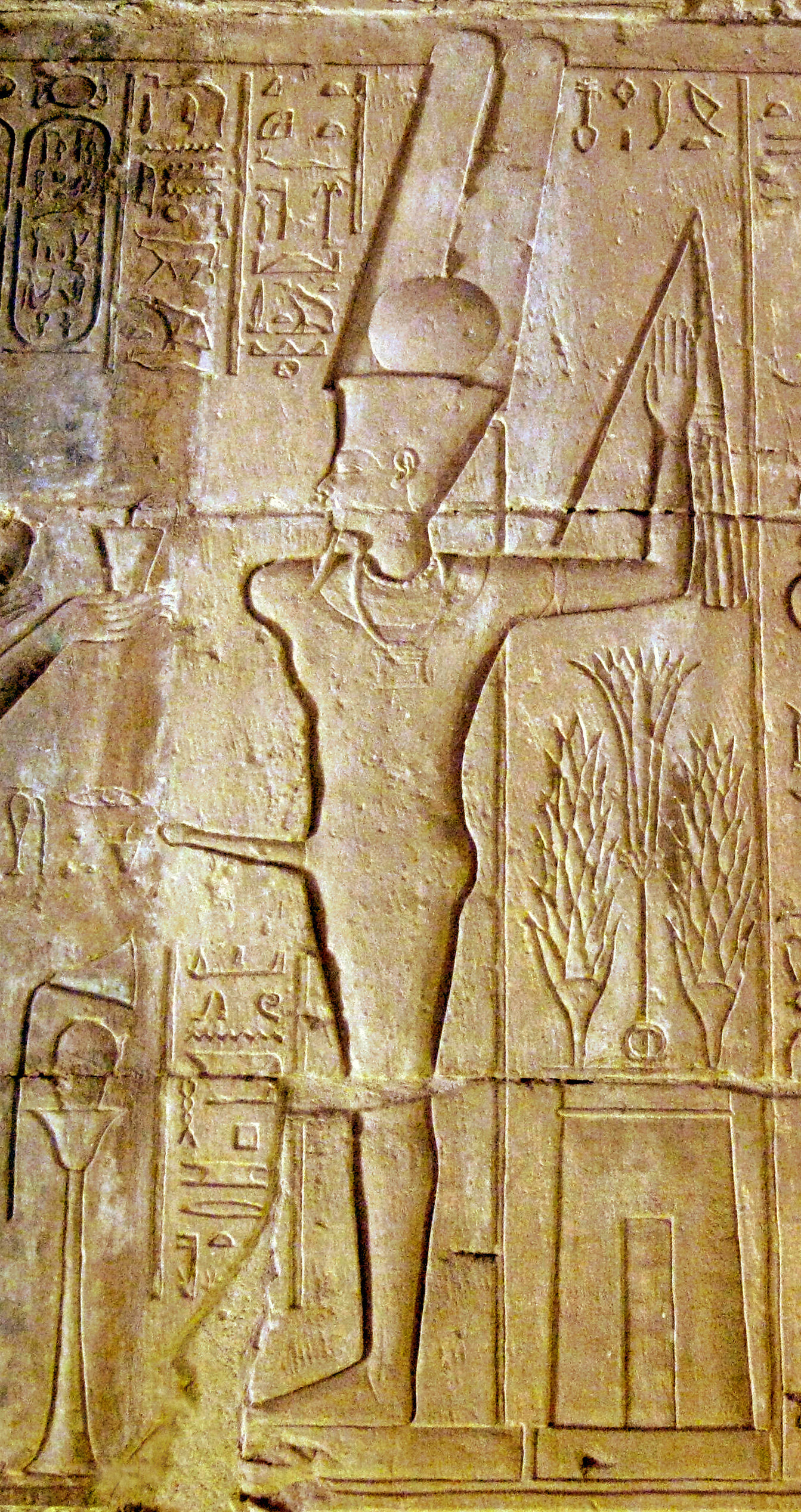
Min, divinité ithyphallique égyptienne
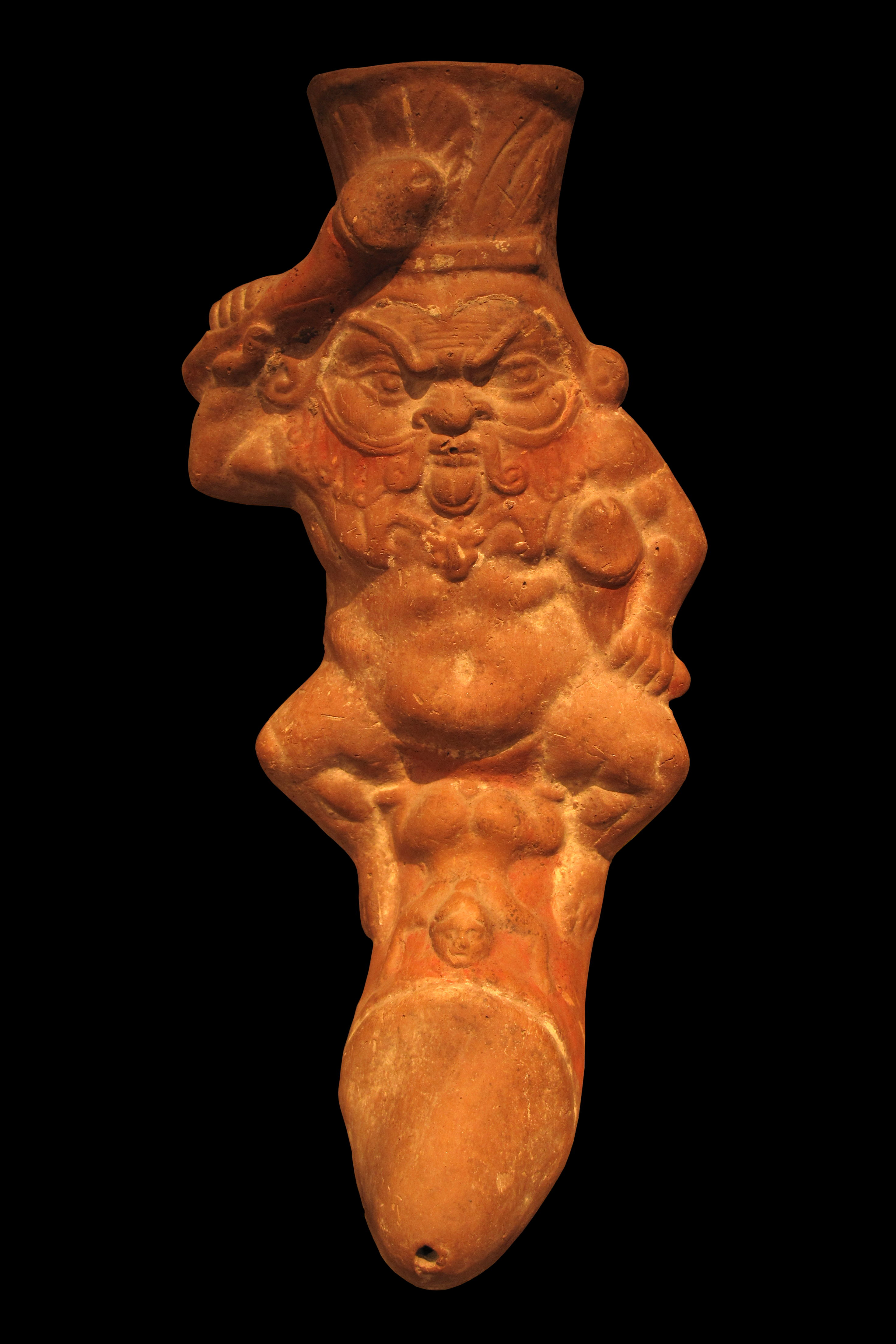
Rhyton à l'effigie du dieu égyptien Bès ithyphallique. Terre cuite peinte, période ptolémaïque.
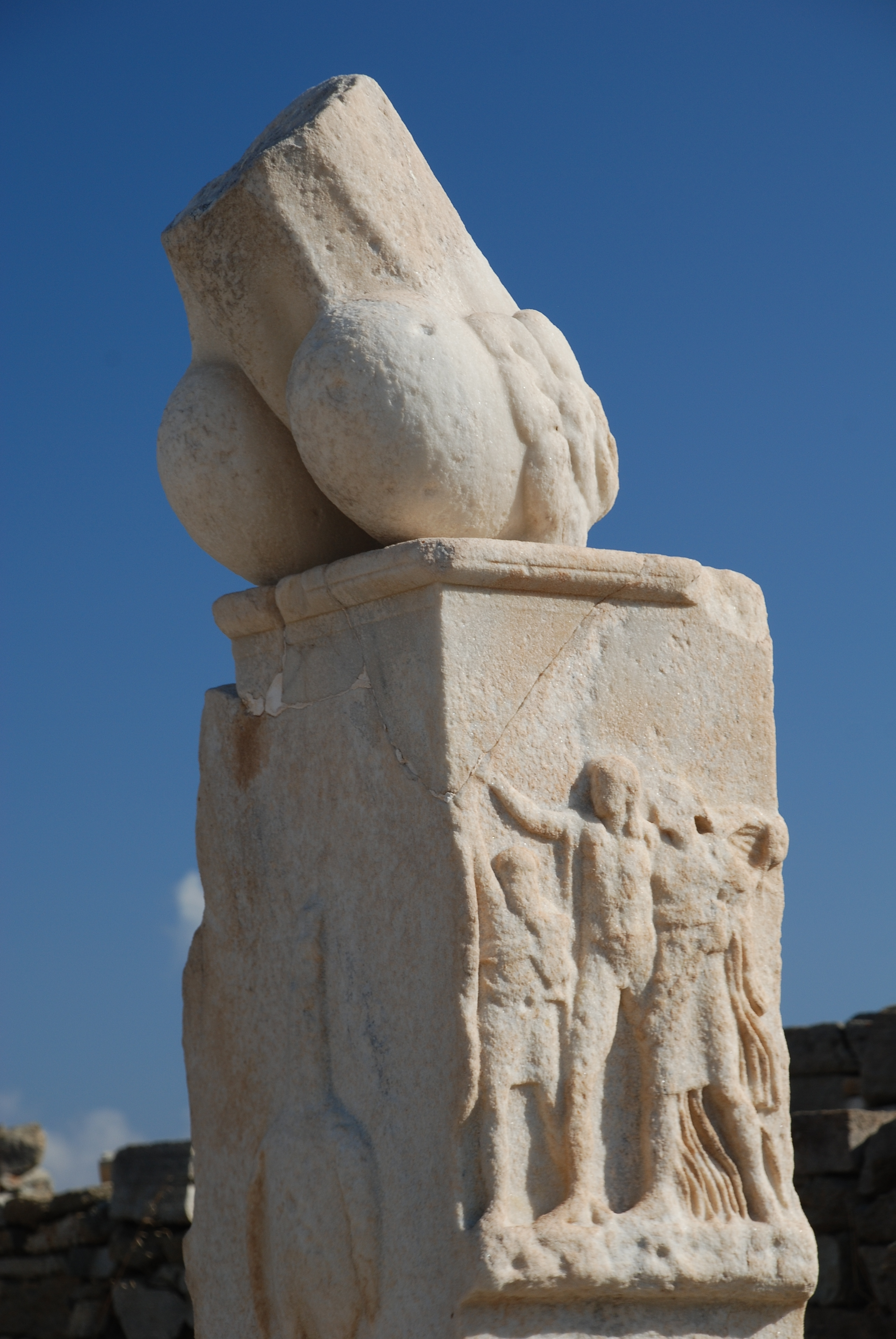
Délos, colonne ithyphallique, Stibadéïon de Dionysos.
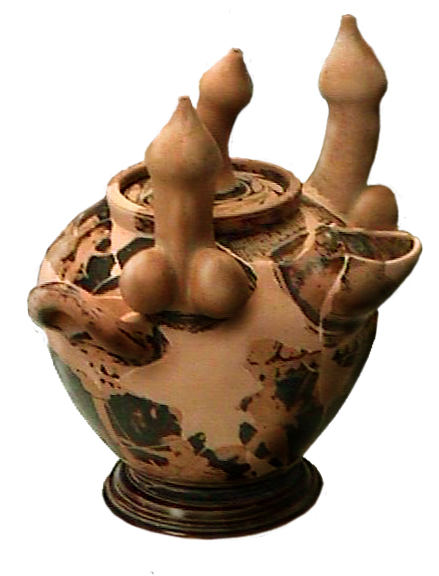
Vase grec à décoration ithyphallique, Ferrare, Museo di Spina.
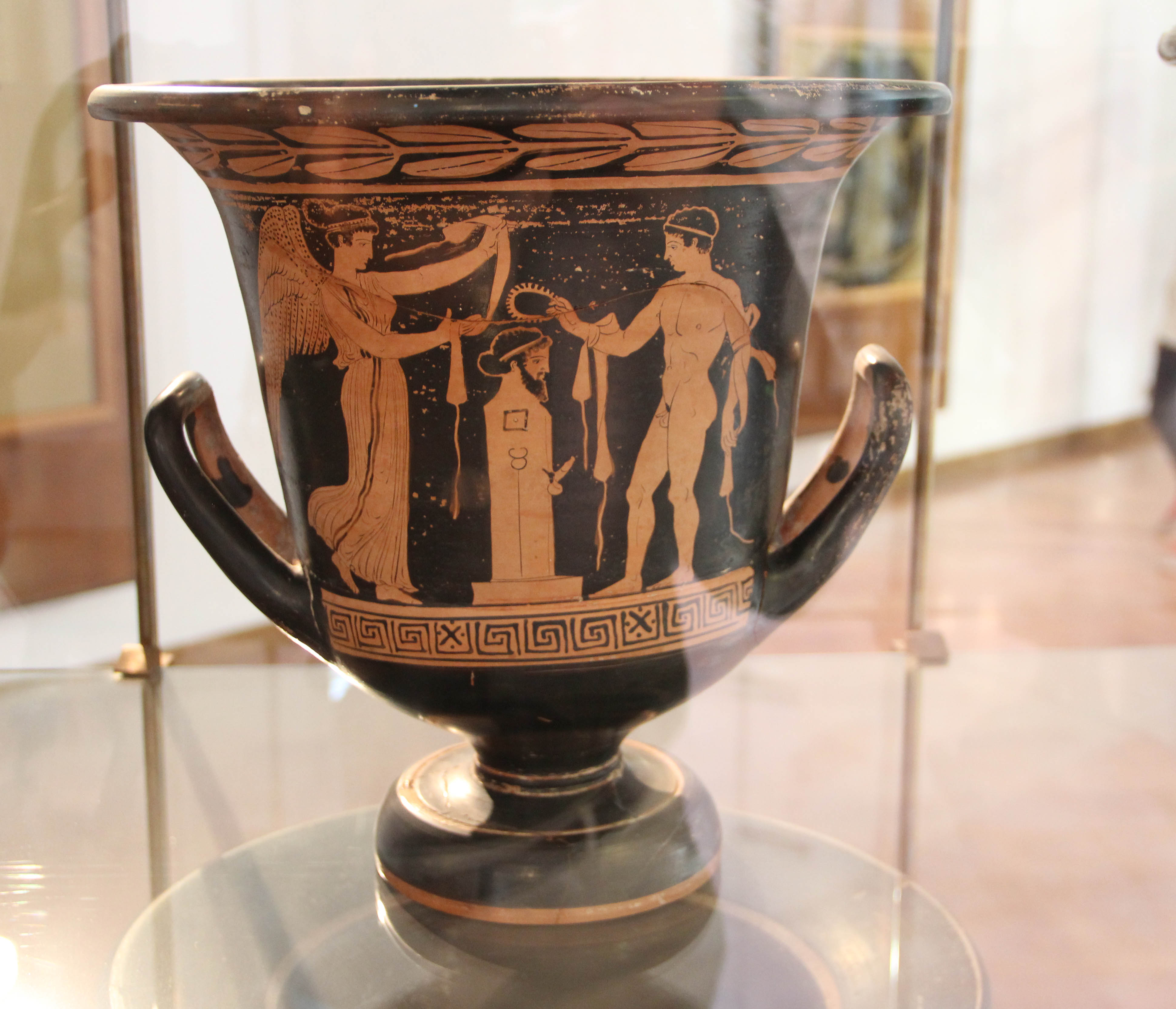
Nikè et athlète couronnant un Hermès ithyphallique. Musée d'Agrigente.
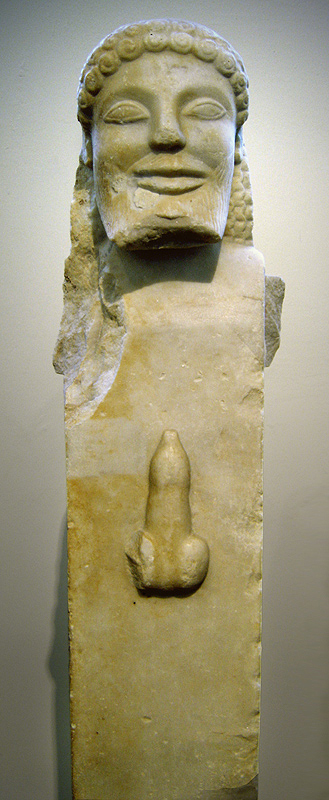
Hermès ithyphallique. Vers 520 av. J.-C, Musée d'Athènes.

- Dans la mythologie romaine, cette divinité se nomme Mutunus Tutunus[1], bien qu'il soit souvent cité sous le nom Priape. On reconnaît Priape par son gigantesque pénis constamment en érection.

On appelle ithyphalle une amulette de forme phallique ou une représentation de phallus que l'on portait autour du cou chez les Romains, notamment les enfants. Ces amulettes avaient une fonction apotropaïque, c'est-à-dire qu'elles protégeaient du mauvais œil ou du mauvais sort. Cette fonction de protection était partagée par les phallus, parfois ailés ou munis de clochettes (tintinnabulum), que les Romains suspendaient à l'entrée des maisons, dont on peut voir des exemples au musée archéologique national de Naples.

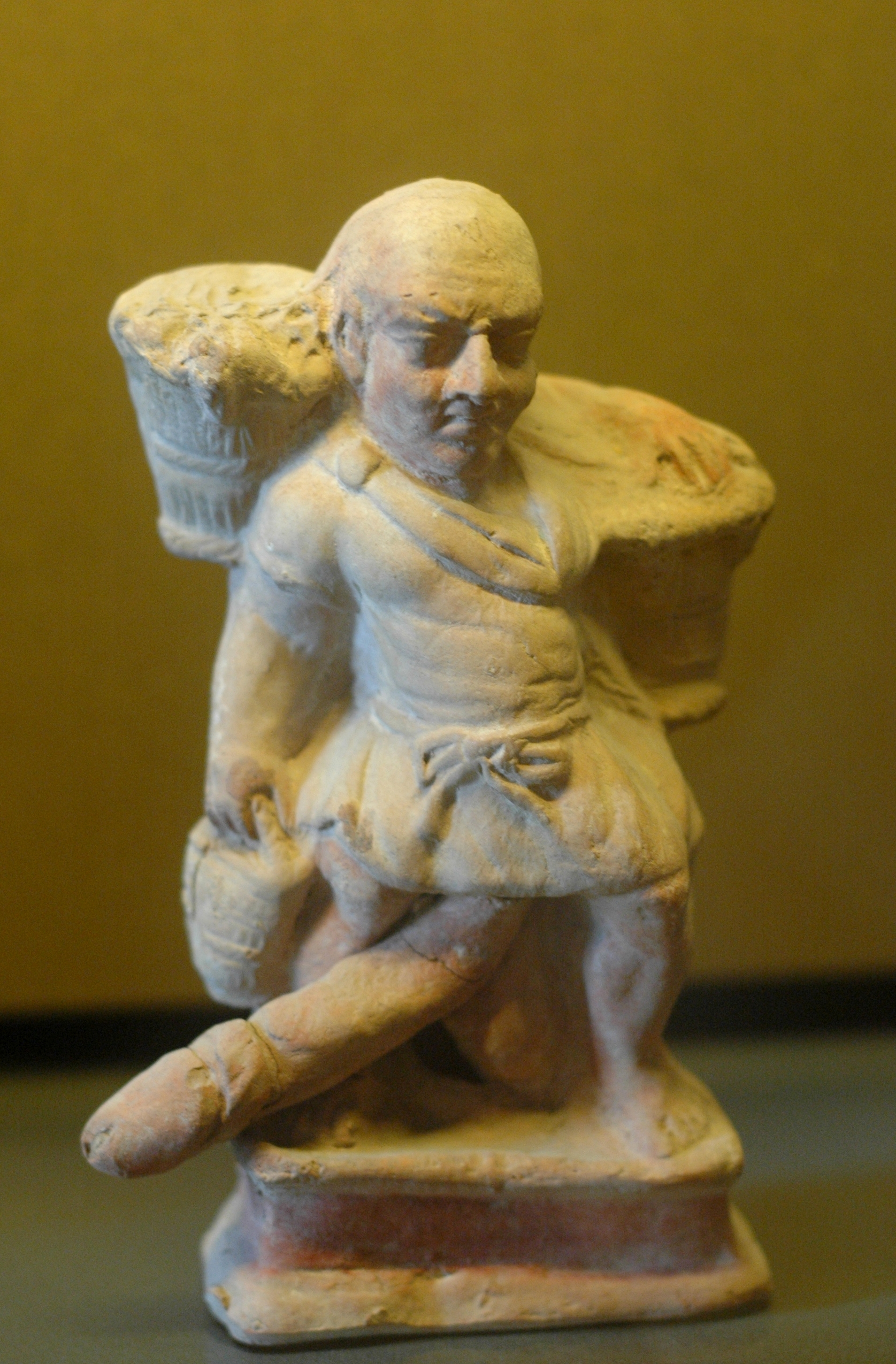
Esclave nain ithyphallique portant deux paniers. Terre cuite, Myrina (Mysie), (Ier siècle av. J.-C.).
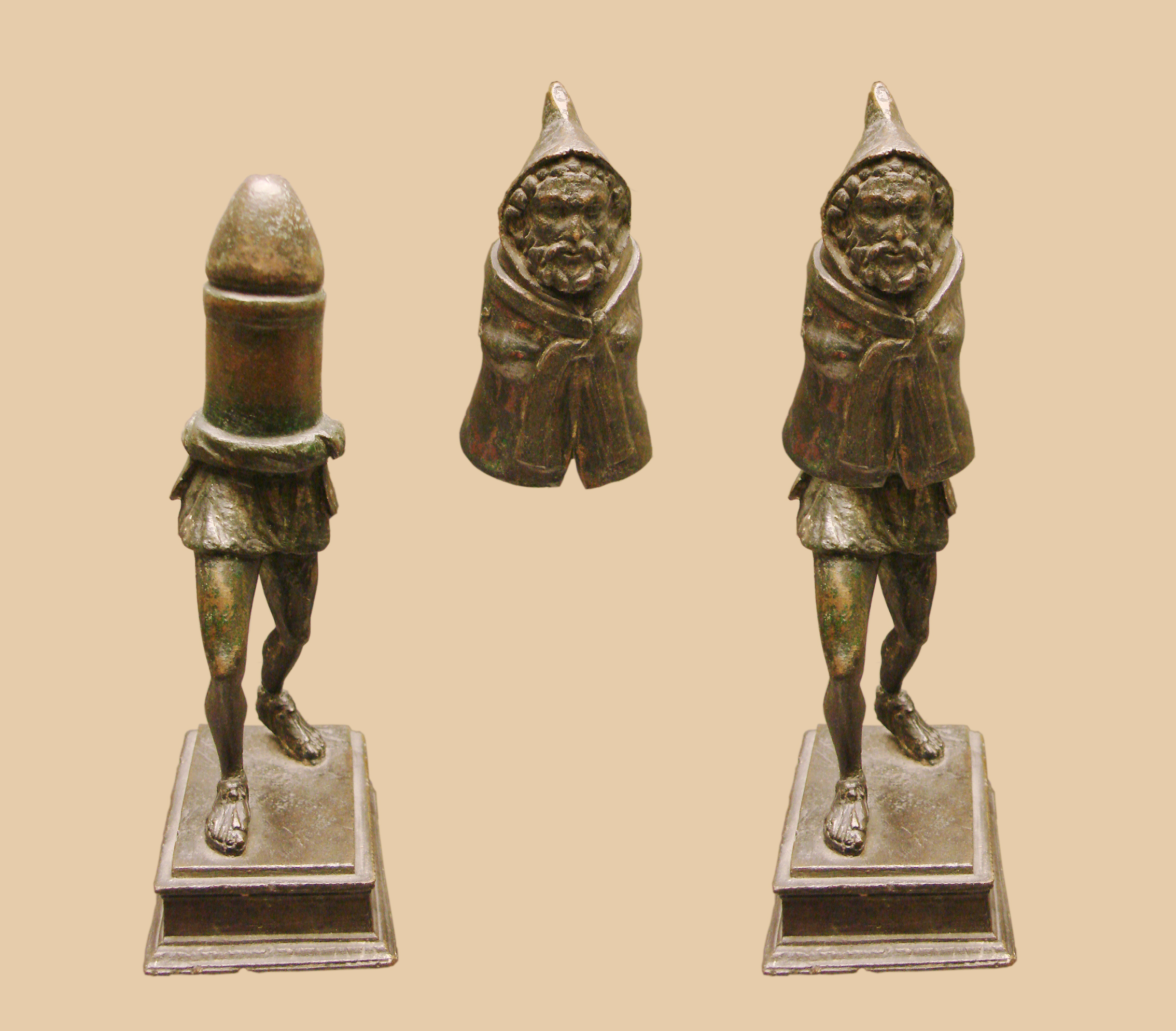
Statuette du dieu Priape (Ier siècle), Amiens, Musée de Picardie.
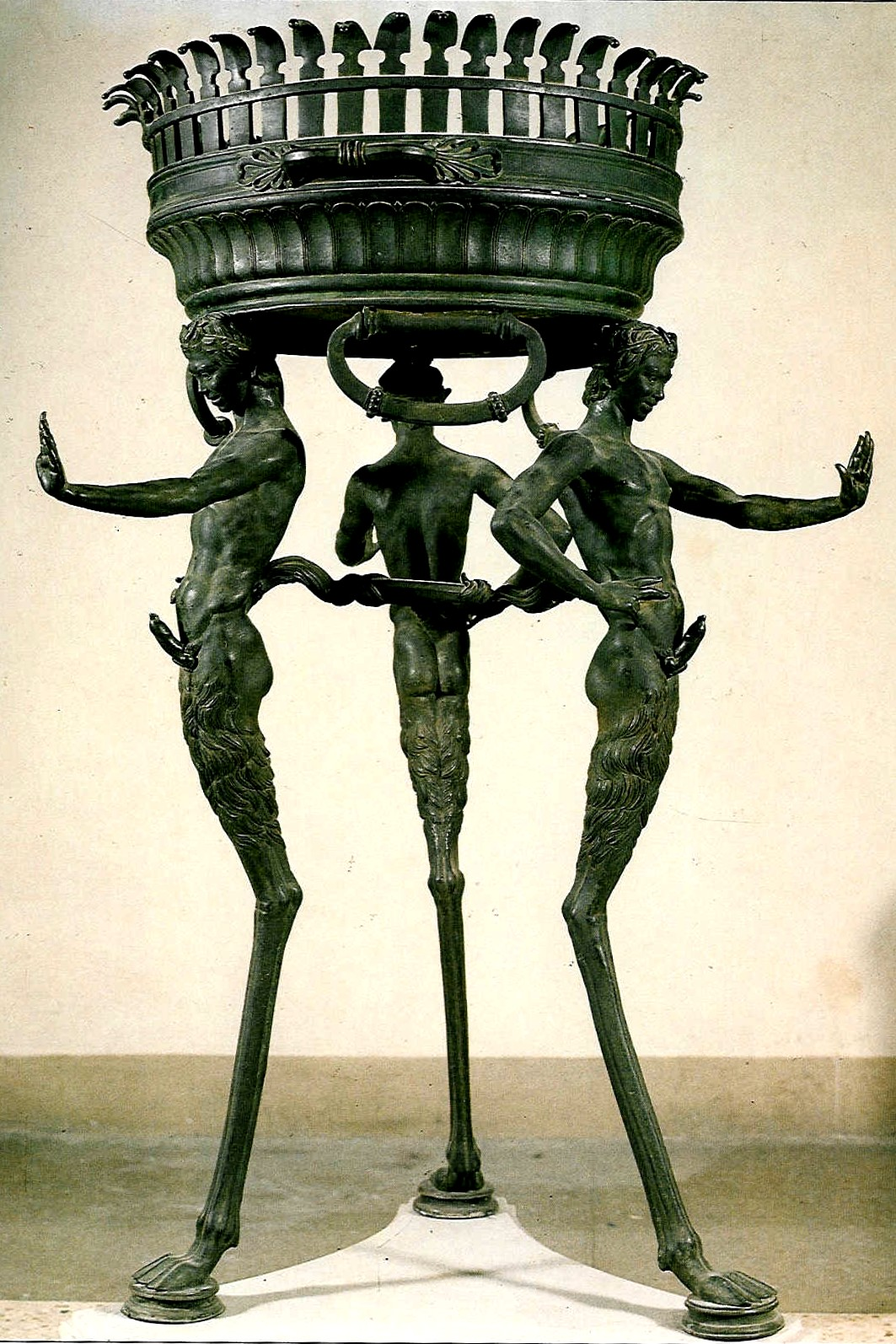
Brasero tripode de bronze aux satyres ithyphalliques, Musée archéologique de Naples (cabinet secret).
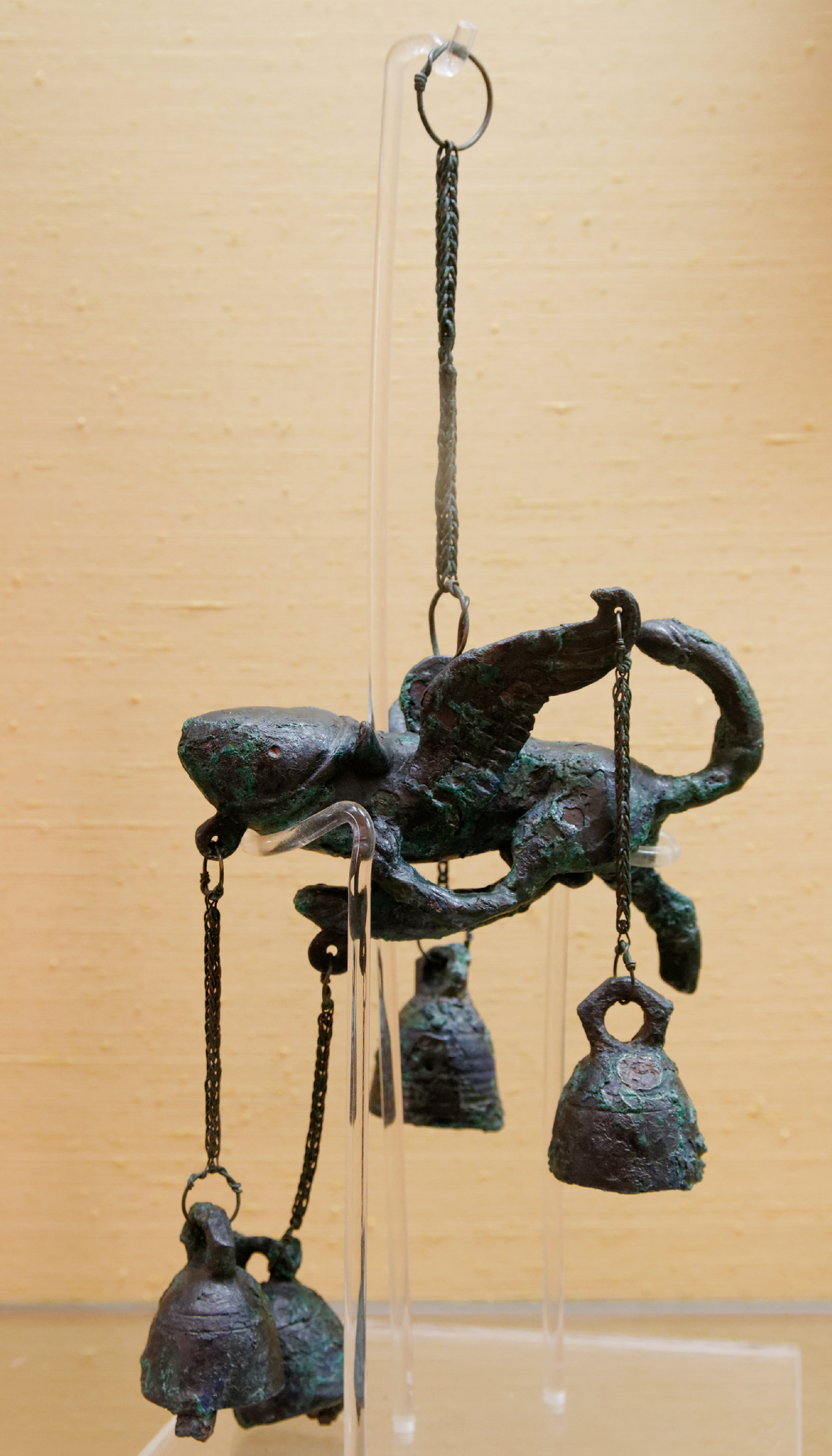
Tintinnabulum de bronze, Musée de Naples (cabinet secret).
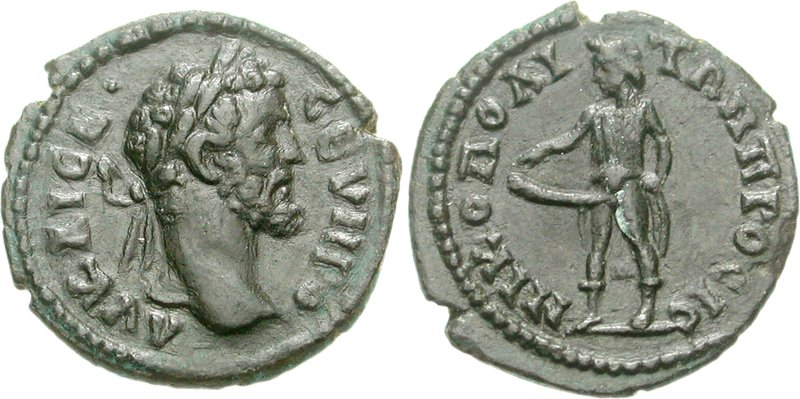
Monnaie de l'empereur Septime Sévère (193-211) à l'effigie du dieu Priape.

- Dans la mythologie hindoue, le lingam ou linga (en sanskrit लिङ्गं, liṅgaṃ, « signe ») est un objet dressé, souvent d'apparence phallique, représentation de Shiva et de l'énergie masculine[2].
- Dans la mythologie japonaise, le Kanamara Matsuri (かなまら祭り?, fête du pénis de fer) est une fête de la religion shinto qui se déroule chaque année à Kawasaki pour célébrer la fertilité. Hōnen Matsuri est une autre célébration du phallus au Japon.

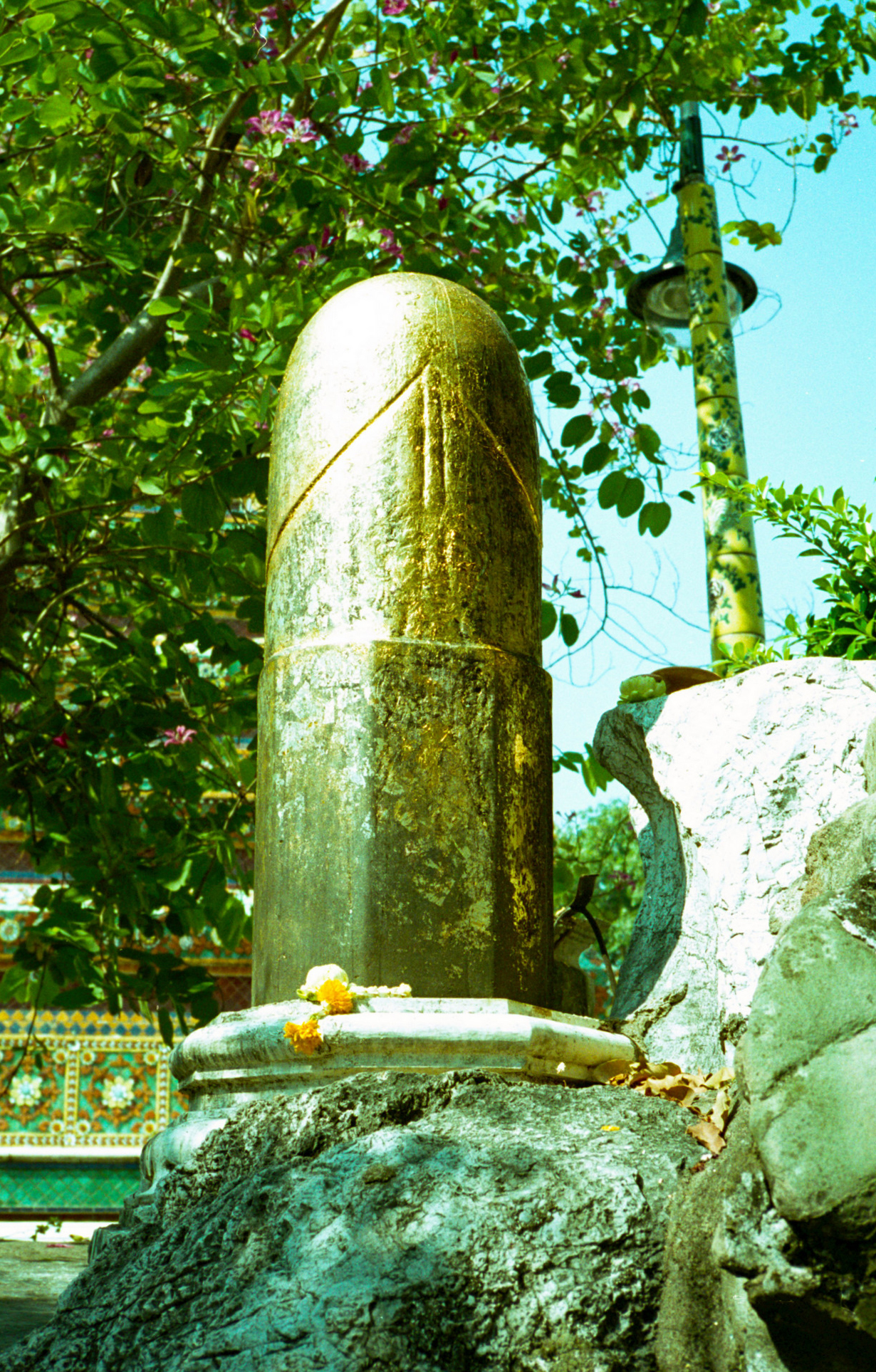
Lingam du Wat Pho à Bangkok.
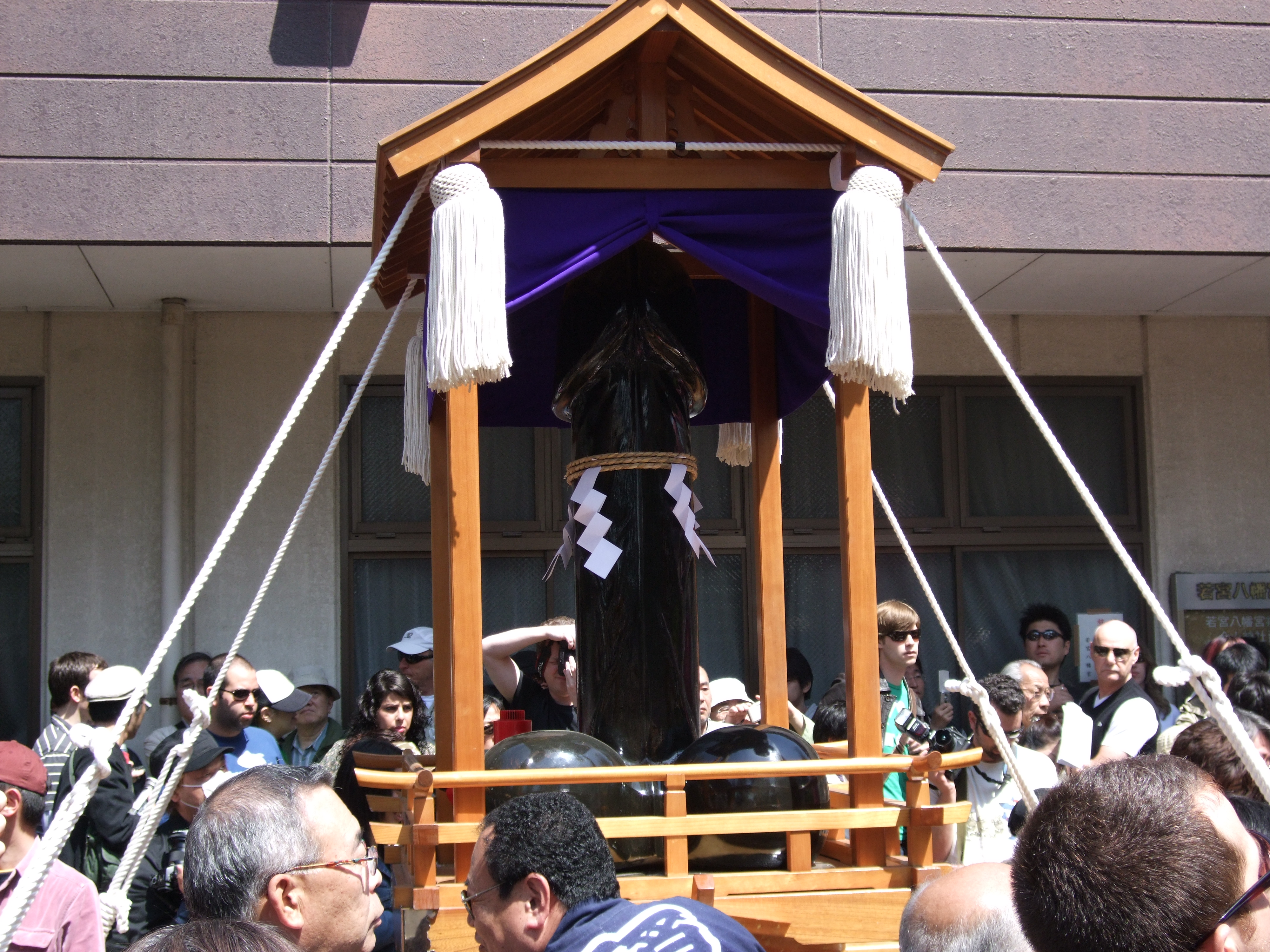
Kanamara Matsuri, fête du pénis de fer.

## Littérature
On retrouve également le terme « ithyphallique » dans le poème d'Arthur Rimbaud Le Cœur supplicié :

« Ithyphalliques et pioupiesques
Leurs insultes l'ont dépravé ;
À la vesprée, ils font des fresques
Ithyphalliques et pioupiesques ;
Ô flots abracadabrantesques,
Prenez mon cœur, qu'il soit sauvé !
Ithyphalliques et pioupiesques
Leurs insultes l'ont dépravé ! »

— Arthur Rimbaud, Le Cœur supplicié, poésie 1870-1871